# Amsterdam Dungeon
De Amsterdam Dungeon (Amsterdamse kerker) is een attractie in de stad Amsterdam aan het Rokin geopend in september 2005 en gehuisvest in de Nieuwezijds Kapel. Het Dungeon is een interactieve rondleiding door 500 jaar geschiedenis van Amsterdam met behulp van acteurs en verschillende shows en visuele effecten. Het museum wordt geëxploiteerd door Merlin Entertainments uit Poole, die ook de Dungeons van Londen (London Dungeon), Berlijn, Hamburg, Edinburgh, York, Blackpool en San Francisco exploiteert.

## Shows
Voordat men de attractie betreedt, kan men op de foto. In de wachtrij wordt mysterieuze muziek afgespeeld. Men wordt in een cel geplaatst met andere bezoekers. Plotseling begint een vreemde man te praten over wat er gaat gebeuren in de Amsterdam Dungeon. Na afloop hiervan worden de bezoekers door een acteur opgehaald voor de afdaling.  
In totaal bestaat de 45 minuten lange tour, met een capaciteit van 30 personen, uit 10 shows. Elke show is beoordeeld met een 'Scary Score' tussen 1 en 5, waarbij 5 het engst is. Deze score staat hieronder tussen haakjes. 
- De Afdaling (2) - Bezoekers komen oog in oog te staan met de sleutelbewaarder van de kerkers. Met een krakende lift wordt afgedaald in de ondergrondse duisternis.
- De Martelkamer (3) - Show over Balthasar Gerards, de moordenaar van Willem van Oranje, en de lijfstraffen in de Gouden Eeuw. Bezoekers komen oog in oog te staan met een beul.
- De Beul (4) - Ook in deze show staat de beul centraal. De verschillende martelwerktuigen worden getoond en de fijne kneepjes van het martelvak worden aan de bezoekers uitgelegd.
- De Vliegende Hollander (5) - In deze show staan de bezoekers oog in oog met de baas van de fictieve bar, gelegen in de haven van oud Amsterdam. De sinistere eigenaar vertelt hier het duistere verhaal van de verdwijning van het schip “De Vliegende Hollander” tot in de spannendste details.
- Zwarte Jan (4) - Show gebaseerd op het schilderij De anatomische les van Dr. Deijman van Rembrandt van Rijn. De bezoekers komen in het anatomische theater van Dr. Deijman waarbij sommige lijken opeens blijken te leven.
- De Rechtbank (1) - Show over het rechtssysteem in 1571 in vergelijking met het huidige rechtssysteem. De bezoekers komen in een rechtbank die bekend staat als de Bloedraad en worden hier schuldig of heel schuldig bevonden.
- Heksenverbranding (3) - Show over heksen die op de brandstapel belanden. Uit de groep bezoekers wordt een 'schuldige' aangewezen waarmee wordt getoond hoe oneerlijk het noodlot was van mensen die werden aangewezen als heks.
- Het Galgenveld (4) - Hier wanen de bezoekers zich op Het Galgenveld, gelegen in de uiterste hoek van Amsterdam. Op de vlucht voor heksenjagers en corrupte rechters zullen ze zich een weg moeten vinden uit deze helse plek.
- Moord op de Zeedijk (5) - Show in een fictieve leerlooierij op de Zeedijk. In de show wordt verteld over twee zussen, Dina en Helena. Dina was geliefd bij velen maar de rusteloze geest van Helena leeft nog steeds voort.

## Tijdlijn van Shows
| Show                           | Year    | Year    | Year    | Year    | Year    | Year    | Year    | Year    | Year    | Year    | Year    | Year    | Year    | Year    | Year    | Year    | Year    | Year    | Year    | Year    | Year    |
| Show                           | 2005    | 2006    | 2007    | 2008    | 2009    | 2010    | 2011    | 2012    | 2013    | 2014    | 2015    | 2016    | 2017    | 2018    | 2019    | 2020    | 2021    | 2022    | 2023    | 2024    | 2025    |
| ------------------------------ | ------- | ------- | ------- | ------- | ------- | ------- | ------- | ------- | ------- | ------- | ------- | ------- | ------- | ------- | ------- | ------- | ------- | ------- | ------- | ------- | ------- |
| De Afdaling (Sleutelbewaarder) | Present | Present | Present | Present | Present | Present | Present | Present | Present | Present | Present | Present | Present | Present | Present | Present |         |         |         |         |         |
| De Martelkamer                 | Present | Present | Present | Present | Present | Present | Present | Present | Present | Present | Present | Present | Present | Present | Present | Present | Present | Present | Present | Present | Present |
| De Zielenverkoper              | Present | Present | Present | Present | Present | Present | Present | Present | Present | Present | Present | Present | Present | Present | Present | Present | Present |         |         |         |         |
| VOC/Scheepsdokter              | Present | Present | Present | Present | Present | Present | Present | Present | Present | Present | Present | Present | Present | Present | Present | Present | Present |         |         |         |         |
| Zwarte Jan                     | Present | Present | Present | Present | Present | Present | Present | Present | Present | Present | Present | Present | Present | Present | Present | Present | Present | Present | Present | Present | Present |
| De Bloedraad                   | Present | Present | Present | Present | Present | Present | Present | Present | Present | Present | Present | Present | Present | Present | Present | Present | Present | Present | Present | Present | Present |
| Rembrandt's Geheim             |         |         |         |         | Present | Present | Present |         |         |         |         |         |         |         |         |         |         |         |         |         |         |
| De Pest                        | Present | Present | Present | Present | Present | Present | Present | Present | Present |         |         |         |         |         |         |         |         |         |         |         |         |
| Reaper: Drop Ride to Doom      | Present | Present | Present | Present | Present | Present | Present | Present | Present | Present |         |         |         |         |         |         |         |         |         |         |         |
| Moord op de Zeedijk            |         |         |         |         |         |         |         |         |         | Present | Present | Present | Present | Present | Present | Present | Present | Present | Present | Present | Present |
| The Last Shot                  |         |         |         |         |         |         |         |         |         | Present | Present | Present | Present | Present | Present | Present | Present | Present | Present | Present |         |
| De Heksenverbranding           |         |         |         |         |         |         |         |         | Present | Present | Present | Present | Present | Present | Present | Present | Present | Present | Present | Present | Present |
| Het Galgenveld                 |         |         |         |         |         |         |         |         |         | Present | Present | Present | Present | Present | Present | Present | Present | Present | Present | Present | Present |
| De Afdaling (Black Jester)     |         |         |         |         |         |         |         |         |         |         |         |         |         |         |         | Present | Present | Present | Present | Present | Present |
| De Vliegende Hollander         |         |         |         |         |         |         |         |         |         |         |         |         |         |         |         |         | Present | Present | Present | Present | Present |

## Voormalige shows
- De Afdaling (Sleutelbewaarder) - Een sleutelbewaarder gekleed als een figuur uit Rembrandt's Nachtwacht legt de bezoekers de regels van de Dungeon uit. Vervangen door de Black Jester in 2020.
- De Zielenverkoper - Een louche bareigenaar leidt de bezoekers in de val. Voor ze weten waar ze zich voor hebben ingeschreven, zijn ze in dienst van de VOC. De Zielenverkoper verdient hier goed aan. Vervangen door de Vliegende Hollander in 2021.
- VOC/Scheepsdokter - Een piraatachtige figuur neemt de bezoekers mee naar de Batavus en toont daar de gruwelijke omstandigheden. Gesloten in 2021.
- Rembrandt's Geheim - De bezoekers leren het duistere verhaal van hoe Rembrandt van Rijn zijn minnares Geertje Dircx twaalf jaar lang liet opsluiten in een tuchthuis. De show bevond zich tussen Zwarte Jan en de Bloedraad, en werd gesloten in 2011.
- De Pest - Op een Amsterdams dorpsplein zien de bezoekers wassen beelden van slachtoffers van de Zwarte Dood. Vervangen door de Heksenverbranding in 2013.
- Reaper: Drop Ride to Doom, is een MACK Rides achtbaan rond een echte, 13e eeuwse kerk met een origineel orgel. Het is gebaseerd rondom de legende van Magere Hein, en sloot de attractie af. Op 1 Mei 2014 sloot de achtbaan, en werd hij vervangen door het Galgenveld, Moord op de Zeedijk, en de Last Shot.
- The Last Shot - De tour wordt afgesloten met een show waarbij de bezoekers terecht komen in "The Last Shot", een fictieve taverne in Amsterdam. In de taverne wordt een gevaarlijk spel gespeeld en wordt de bezoekers een drankje aangeboden. Permanent gesloten in 2024.

## Trivia
- Hoewel de attractie gebouwd is in een echte kerk, met echte graven, zijn deze niet te zien voor de bezoekers. In de wachtruimte zijn twee realistische graven te zien van Pieter Titelmans (genoemd in de Martelkamer), en Rembrandt van Rijn (genoemd bij meerdere shows). Beiden zijn echter nep. Rembrandt van Rijn is begraven in de Westerkerk, en Titelmans in Vlaanderen.